# Rhynchotechum ellipticum
Rhynchotechum ellipticum är en tvåhjärtbladig växtart som först beskrevs av Nathaniel Wallich och Dietrich, och fick sitt nu gällande namn av A. Dc.. Rhynchotechum ellipticum ingår i släktet Rhynchotechum och familjen Gesneriaceae.

## Underarter
Arten delas in i följande underarter:
- R. e. angustum
- R. e. ellipticum
- R. e. hookeri
- R. e. pilosior